# Ricinodendron heudelotii
Ricinodendron es un género monotípico perteneciente a la familia de las euforbiáceas. Su única especie: Ricinodendron heudelotii es originaria de África.

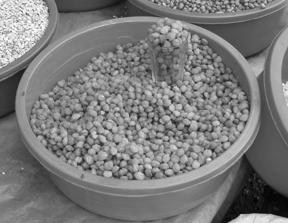
Frutos

## Descripción
Un árbol de rápido crecimiento que alcanza los 50 m de altura por 2,70 m de circunferencia, con tronco recto y corto contrafuerte, se encuentra los bosques de hoja caduca y secundarios, común en toda la zona boscosa-sabana semiseca de la región de Senegal a Camerún y Fernando Po, y al Zaire, Angola y Tanganica.  El árbol se regenera fácilmente del tocón, y viene para arriba libremente en las fincas antiguas. En los espacios abiertos de luz dará frutos en el séptimo al décimo año, y su rapidez de crecimiento es proverbial. Crece espontáneamente a partir de semillas y, a menudo se conserva en el barrio de los poblados forestales.

## Usos
Los cazadores reconocen el árbol como atractivo para los animales salvajes que comen los frutos caídos. Existe la creencia de que la enfermedad "cuello crack" aparecerá en una plantación de cacao si el árbol es cortado. En Gabón los aborígenes saborean un pequeño hongo blanco, Eshira, que crece en los troncos muertos. La madera es de luz blanca, fibrosa, suave, sin brillo y perecedera. La densidad es 0,327.
Maderas
Se utiliza para los tablones ásperos y ataúdes. La madera es muy boyante y se utiliza para la flota de pesca de la red y las balsas de maderas pesadas. Su serrín es extraordinariamente ligero y es adecuado para los cinturones de salvamento. Debido a su facilidad de trabajo, en ellos se talla en fetiche-máscara, cucharas, cucharones, platos, bandejas, tazones, cucharones, taburetes, etc. La madera se utiliza en Zaire para hacer tambores que se dice que son muy sonoros, y se talla para hacer el todo o las partes de resonancia de los instrumentos musicales en Nigeria, Gabón y Angola. En la zona del Bajo Níger y Cruz Ríos en el sureste de Nigeria un registro se talla fuera para hacer un xilófono gigante llamado en Mbe: ogbang. Madera de otros árboles se une para dar una variedad de tonos: mankwaro (Mangifera indica, Anacardiaceae) para las notas altas, ntweno (Sp.?) Para las notas medias y nkomni (sp.?) Para las notas graves. La madera se recomienda actualmente en Ghana para su uso en el aislamiento y el serrín es sin duda adecuado para los cascos. La madera es indiferente como combustible, ya que se quema con gran rapidez, pero la ceniza se utiliza en Guinea para la preparación de una sal vegetal en la fabricación de jabón y en el teñido indigo, y en Sierra Leona lo utilizan para la fabricación de jabón. La madera es quizás adecuada para pulpa de papel.
Medicina tradicional
La corteza raíz se utiliza en Nigeria molidas y mezcladas con la pimienta y la sal para el estreñimiento.  En Liberia un licor es tomada por las mujeres embarazadas para aliviar dolores y para prevenir abortos involuntarios. También se toma por las mujeres para matar un gusano que se encuentra en los intestinos y que les impide la reproducción. En Costa de Marfil, una raspa de raíz en decocción se toma por vía oral y considera un poderoso anti-disentérico, y el tallo de corteza se toma por enema para prevenir el aborto. La corteza del tallo en decocción también se usa para lavar las llagas cicatrices. En Gabón se toma una corteza en decocción durante la blenorrea, y en el Congo (Brazzaville) se toma para la tos, blenorrea, menstruación dolorosa y como antídoto de veneno, en lociones y baños para fortalecer a los niños raquíticos y bebés prematuros, y para aliviar el reumatismo y edemas, y la pulpa de la corteza (también las hojas) se aplica a las infecciones por hongos, a madurar abscesos, furúnculos y bubas, y la savia expresada se instila en el ojo para la filaria y oftalmías.
| Constitución             | Cantidad (%)  |
| ------------------------ | ------------- |
| Agua                     | 3.1 +/- 0.8   |
| Ácido graso              | 47.4-55.30    |
| Proteínas                | 24.3-65.2     |
| Total carbohidratos      | 5.6-9.3       |
| Carbohidratos digeribles | 5.6-9.3       |
| Fibras brutas            | 8.9-9.3       |
| Cenizas                  | 10.5-17.8     |
| Nitrógeno                | 8.6 +/- 0.9   |
| Extractos secos          | 97.8          |
| pH                       | 7.84          |
| Valor energético         | 495 kcal/100g |

## Taxonomía
Ricinodendron heudelotii fue descrito por (Baill.) Heckel  y publicado en Annales de l'Institut Botanico-Géologique Colonial de Marseille 5(2): 40. 1898.
Variedades
- Ricinodendron heudelotii subsp. africanum (Müll.Arg.) J.Léonard
- Ricinodendron heudelotii var. tomentellum (Hutch. & E.A.Bruce) Radcl.-Sm.

Sinonimia
- Barrettia umbrosa Sim
- Jatropha heudelotii Baill.
- Ricinodendron heudelotii subsp. heudelotii[5][6]

subsp. africanum (Müll.Arg.) J.Léonard
- Ricinodendron africanum Müll.Arg.
- Ricinodendron gracilius Mildbr.

var. tomentellum (Hutch. & E.A.Bruce) Radcl.-Sm.
- Ricinodendron schliebenii Mildbr.
- Ricinodendron tomentellum Hutch. & E.A.Bruce